# Raevyn Rogers
Raevyn Rogers (* 7. September 1996 in Houston, Texas) ist eine US-amerikanische Leichtathletin, welche sich auf den 800-Meter-Lauf spezialisiert hat. Im Jahr 2018 gewann sie gemeinsam mit der US-amerikanischen 4-mal-400-Meter-Staffel die Goldmedaille bei den Hallenweltmeisterschaften. Im darauffolgenden Jahr gewann sie bei den Weltmeisterschaften im 800-Meter-Lauf die Silbermedaille. Bei den Olympischen Spielen 2020 gewann sie Bronze.

## Karriere
Raevyn Rogers besuchte The Kinkaid School in der texanischen Stadt Piney Point Village und war für die Schule als Leichtathletin aktiv. Im Jahr 2013 nahm sie an der Jugendweltmeisterschaften 2013 im RSK Olimpijskyj in Donezk teil und durfte dort im 800-Meter-Lauf und in der Sprintstaffel an den Start gehen. In einer Zeit von 2:03,32 min sicherte sich Raevyn Rogers die Bronzemedaille über die 800 Meter. Gemeinsam mit Dior Hall, Ky Westbrook und Olivia Baker gewann sie den Jugendweltmeistertitel in der Sprintstaffel.
Nach ihrer High-School-Zeit besuchte sie die University of Oregon und war dort in der Leichtathletikmannschaft aktiv. Zwischen 2015 und 2017 konnte sie bei den NCAA-Meisterschaften jeweils den Titel im 800-Meter-Lauf gewinnen. Zudem sicherte sie sich 2016 in der Halle den Titel über die 800 Meter und im Jahr 2017 gewann sie mit der 4-mal-400-Meter-Staffel der Universität den NCAA-Titel. Durch ihre Leistungen bei den NCAA-Meisterschaften steuerte sie für ihre University zusätzlich Punkte für die Universitätswertung bei, welche die University of Oregon zwischen 2015 und 2017 jeweils im Frauenbereich gewinnen konnte. Der Titel im Jahr 2015 war der erste Titel für die Universität seit 1985.
Im Jahr 2015 startete Raevyn Rogers zudem für die Vereinigten Staaten bei den panamerikanischen Juniorenmeisterschaften in der kanadischen Stadt Edmonton. Dort ging sie sowohl im 800-Meter-Lauf als auch in der 4-mal-400-Meter-Staffel an den Start. In einer Zeit von 2:04,62 min sicherte sich die Goldmedaille über die 800 Meter. Im Staffelwettbewerb gewann sie gemeinsam mit Zola Golden, Olivia Baker und Kendall Ellis den Wettbewerb in einer Zeit von 3:31,49 min.
Am 3. Februar 2018 ging sie bei den Millrose Games in New York City. Gemeinsam mit Chrishuna Williams, Charlene Lipsey und Ajeé Wilson startete sie in der selten ausgetragenen 4-mal-800-Meter-Staffel und konnten in einer Zeit von 8:05,89 min einen neuen Hallenweltrekord aufstellen. Zwei Wochen später sicherte sich Raevyn Rogers bei den US-amerikanischen Hallenmeisterschaften in Albuquerque im Bundesstaat New Mexico über die 800 Meter hinter Ajeé Wilson die Silbermedaille. Von USA Track & Field wurde sie daraufhin für die Hallenweltmeisterschaften 2018 in der britischen Stadt Birmingham nominiert. In der Arena Birmingham erreichte sie im 800-Meter-Lauf das Finale und belegte dort in einer Zeit von 2:01,44 min den fünften Platz. Zudem wurde sie von der USA im Vorlauf der 4-mal-400-Meter-Staffel eingesetzt. Gemeinsam mit Quanera Hayes, Joanna Atkins und Georganne Moline gewannen sie in 3:30,54 min den Vorlauf und sicherten der USA den Finalstartplatz. Für das Finale wurden Joanna Atkins und Raevyn Rogers durch Shakima Wimbley und Courtney Okolo ersetzt. Die neuformierte Staffel gewann im Meisterschaftsrekord den Hallenweltmeistertitel.
Zwischen dem 21. und dem 24. Juni 2018 ging Raevyn Rogers bei den US-amerikanischen Meisterschaften in Des Moines im Bundesstaat Iowa an den Start. Im 800-Meter-Lauf erreichte sie das Finale und gewann dort in einer Zeit von 1:58,57 min hinter Ajeé Wilson die Silbermedaille. In der Folge gab sie bei der Leichtathletikveranstaltung Athletissima am 5. Juli 2018 im Stade Olympique de la Pontaise in Lausanne ihr Daimond-League-Debüt. In 2:00,12 min belegte sie fünften Platz im 800-Meter-Lauf. Am 15. Juli 2018 nahm sie am erstmals ausgetragenen Athletics World Cup teil. Im Londoner Olympiastadion konnte sie dabei in einer Zeit von 2:00,20 min den 800-Meter-Lauf vor Adelle Tracey aus Großbritannien und Simoya Campbell aus Jamaika gewinnen.
Fünf Tage später nahm sie an der Leichtathletikveranstaltung Herculis im Stade Louis II, welche ebenfalls zur Diamond League gehört, teil. Obwohl sie das Rennen nur auf den siebten Platz beendete, konnte Raevyn Rogers ihre Bestleistung über die 800 Meter auf 1:57,69 min verbessern. Mit dieser Bestleistung ist sie die neuntschnellste US-Amerikanerin über diese Strecke. Zwischen den 10. und 12. August 2018 nahm sie an den NACAC Championships im Varsity Stadium in Toronto teil und belegte hinter ihrer Landsfrau Ajeé Wilson, Natoya Goule aus Jamaika und Rose Mary Almanza aus Kuba den vierten Platz im 800-Meter-Lauf.
In der Hallensaison 2019 war sie sowohl über ihr angestammte Strecke, den 800-Meter-Lauf, als auch im seltenen gelaufenen 600-Meter-Lauf aktiv. Am 26. Januar 2019 startete sie beim New Balance Indoor Grand Prix in Boston an den Start und gewann dort das Rennen über die 600 Meter in einer Zeit von 1:27,31 min. Über die 800 Meter ging Raevyn Rogers bei den Millrose Games in New York City an den Start und belegte beim Rennen am 9. Februar 2019 den vierten Platz. Bei den US-amerikanischen Hallenmeisterschaften des Jahres 2019 wurde nicht der 800-Meter-Lauf, sondern der 600-Meter-Lauf ausgetragen. Über die ungewohnte Strecke belegte Raevyn Rogers hinter Athing Mu, welche Amerika-Rekord über diese Strecke lief, und vor Olivia Baker den zweiten Platz in einer Zeit von 1:24,88 min.
Zum Beginn der Saison nahm Raevyn Rogers am Diamond-League-Meeting in Doha teil, welches nicht im Suheim bin Hamad Stadium, sondern im Khalifa International Stadium ausgetragen wurde. Im Rennen über die 800 Meter belegte sie am 3. Mai 2019 in einer Zeit von 1:59,07 min den fünften Platz. Zwischen den 25. und 28. Juli 2019 nahm sie an den US-amerikanischen Meisterschaften in Des Moines im Bundesstaat Iowa teil und belegte im 800-Meter-Finale hinter Ajeé Wilson und Hanna Green in 1:58,84 min den dritten Platz. Am 18. August 2019 ging sie beim Grand Prix Birmingham an den Start und beendete den 800-Meter-Lauf in 2:01,40 min als Dritte hinter ihrer Landsfrau Ajeé Wilson und der Britin Lynsey Sharp. Beim Diamond-League-Finale in Brüssel belegte sie am 6. September 2019 den zweiten Platz hinter ihrer Landsfrau Ajeé Wilson und vor Winnie Nanyondo aus Uganda.
Von USA Track & Field wurde Raevyn Rogers für die Weltmeisterschaften 2019 in Doha nominiert. Bei ihrem WM-Debüt durfte sie im 800-Meter-Lauf an den Start gehen und konnte sich über den Vorlauf und das Halbfinale für das Finale qualifizieren, welches am 30. September 2019 im Khalifa International Stadium stattfand. Im Finale lief Raevyn Rogers die 800 Meter in 1:58,18 min, was für sie Saisonbestzeit war, und sicherte sich hinter Winnie Nanyondo aus Uganda und vor ihrer Landsfrau Ajeé Wilson den Vizeweltmeistertitel im 800-Meter-Lauf.
In der Corona-Saison 2020 ging Raevyn Rogers zweimal bei Wettbewerben der Diamond League an den Start. Ihren ersten Start in Europa hatte sie am 14. August 2020 bei dem Leichtathletik-Meeting Herculis im Stade Louis II in Monaco, wo sie die beim eher selten gelaufenen 1000-Meter-Lauf an den Start ging. In 2:37,10 min belegte den neunten Platz. Bei der Bauhaus-Galan 2020 im Olympiastadion in Stockholm ging sie im 800-Meter-Lauf an den Start und belegte in ihrer Saisonbestleistung von 2:01,02 min hinter Jemma Reekie aus Großbritannien und vor Hedda Hynne aus Norwegen den zweiten Platz.
Im Jahr 2021 lief sie bei den Olympischen Sommerspielen in Tokio im Finale mit einer neuen persönlichen Bestzeit von 1:56,81 min hinter Athing Mu und Keely Hodgkinson zu Bronze.

## Bestleistungen
| Jahr | 800 m       | 800 m       |
| Jahr | Freiluft    | Halle       |
| ---- | ----------- | ----------- |
| 2009 | 2:06,90 min | –           |
| 2010 | –           | –           |
| 2011 | 2:11,87 min | –           |
| 2012 | 2:05,50 min | –           |
| 2013 | 2:03,32 min | –           |
| 2014 | 2:04,40 min | –           |
| 2015 | 1:59,71 min | –           |
| 2016 | 2:00,59 min | 2:00,90 min |
| 2017 | 1:59,10 min | 2:01,09 min |
| 2018 | 1:57,69 min | 1:59,99 min |
| 2019 | 1:58,18 min | 2:01,33 min |
| 2020 | 2:01,02 min | 2:03,15 min |
| 2021 |             | –           |

### Freiluft
- 400-Meter-Lauf: 52,06 s am 4. Mai 2018 in  Eugene
- 800-Meter-Lauf: 1:56,81 min am 3. August 2021 in  Tokio
- 1000-Meter-Lauf: 2:37,10 min am 14. August 2020 in  Monaco

### Halle
- 400-Meter-Lauf: 53,19 s am 12. Februar 2016 in  Albuquerque
- 600-Meter-Lauf: 1:24,88 min am 24. Februar 2019 in  New York City
- 800-Meter-Lauf: 1:59,99 min am 17. Februar 2018 in  Albuquerque
- 1000-Meter-Lauf: 2:39,00 min am 24. Januar 2020 in  Boston

## Auszeichnungen
- 2017: The Bowerman[14]